# Bruninho (football, 1986)
Pour les articles homonymes, voir Bruninho.
Bruno Filipe Raposo Fernandes, plus connu sous le nom de Bruninho (né le 11 janvier 1986 à Mira de Aire au Portugal) est un joueur de football portugais, qui évolue au poste de milieu de terrain.

## Biographie
Bruninho joue six matchs en deuxième division portugaise, sans inscrire de but, et 128 matchs en troisième division portugaise, inscrivant neuf buts.
Il participe aux tours préliminaires de la Ligue des champions et de la Ligue Europa.
Il inscrit 17 buts dans le championnat d'Andorre lors de la saison 2012-2013.
Il reçoit 18 sélections en équipe nationale dans les catégories de jeunes, 10 avec les moins de 16 ans, et huit avec les moins de 17 ans.

## Palmarès
| Portimonense - Championnat du Portugal D2 : - Vice-champion : 2009-10.                                                                                           |  | Lusitanos \| - Championnat d'Andorre (1) : - Champion : 2012-13. - Vice-champion : 2014-15. - Meilleur buteur : 2012-13 (17 buts). - Coupe d'Andorre : - Finaliste : 2013-14. \| \| - Supercoupe d'Andorre (2) : - Vainqueur : 2012 et 2013. \| |
| - Championnat d'Andorre (1) : - Champion : 2012-13. - Vice-champion : 2014-15. - Meilleur buteur : 2012-13 (17 buts). - Coupe d'Andorre : - Finaliste : 2013-14. |  | - Supercoupe d'Andorre (2) : - Vainqueur : 2012 et 2013. |